# Театральный институт Саратовской государственной консерватории имени Собинова
Саратовский театральный институт — одна из старейших российских театральных школ, имеющая большие традиции.

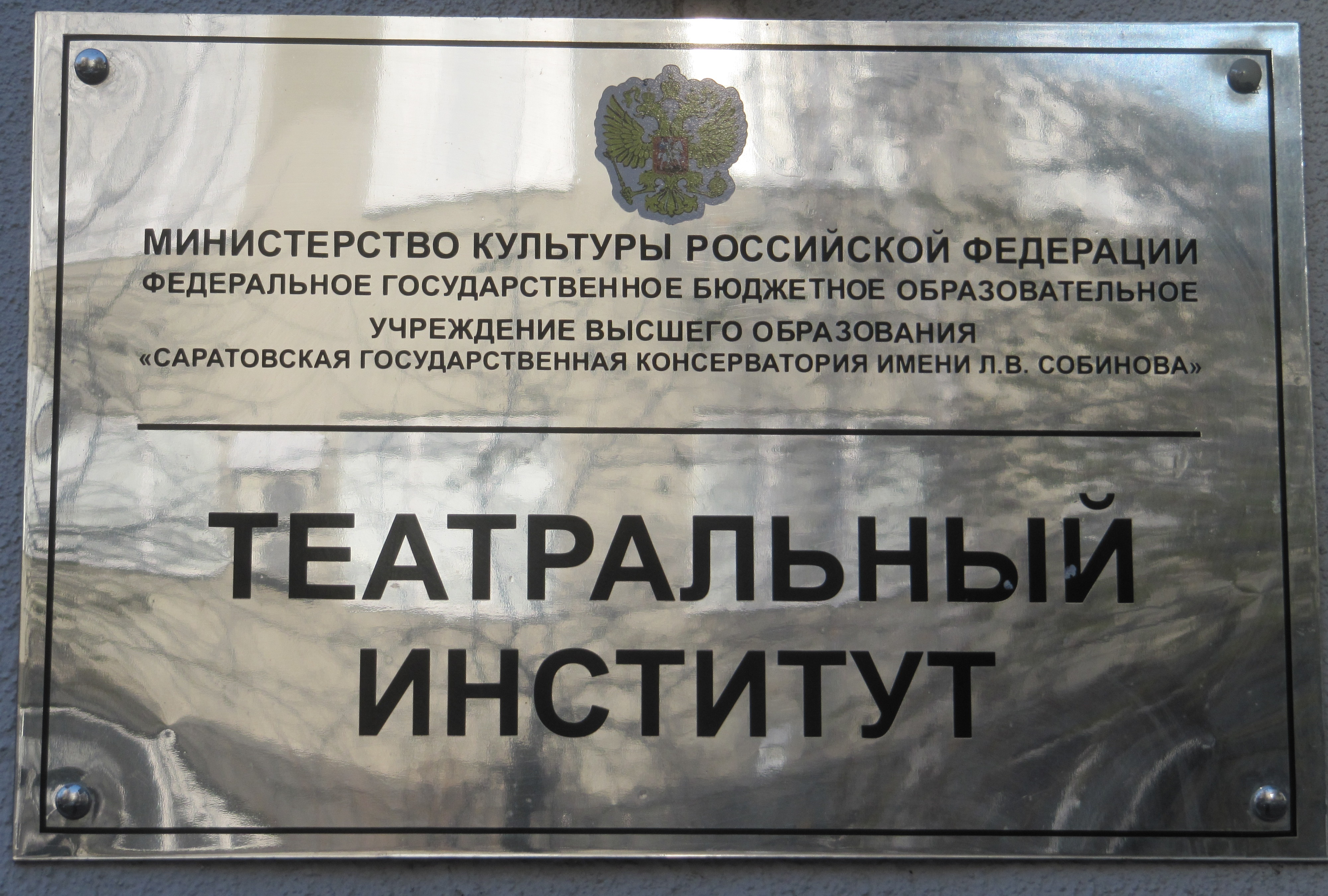
Театральный институт, Саратов

Ныне театральный институт располагается в здании по адресу: Саратов, ул. Рабочая, 23.

## История
В 1916 году было получено разрешение на открытие в Саратове первой драматической школы с двухгодичным курсом обучения. Для неё было придумано название «Студия драмы». Преподавать в новой школе должны были М. И. Жвирблис, И. А. Слонов, М. И. Велизарий.

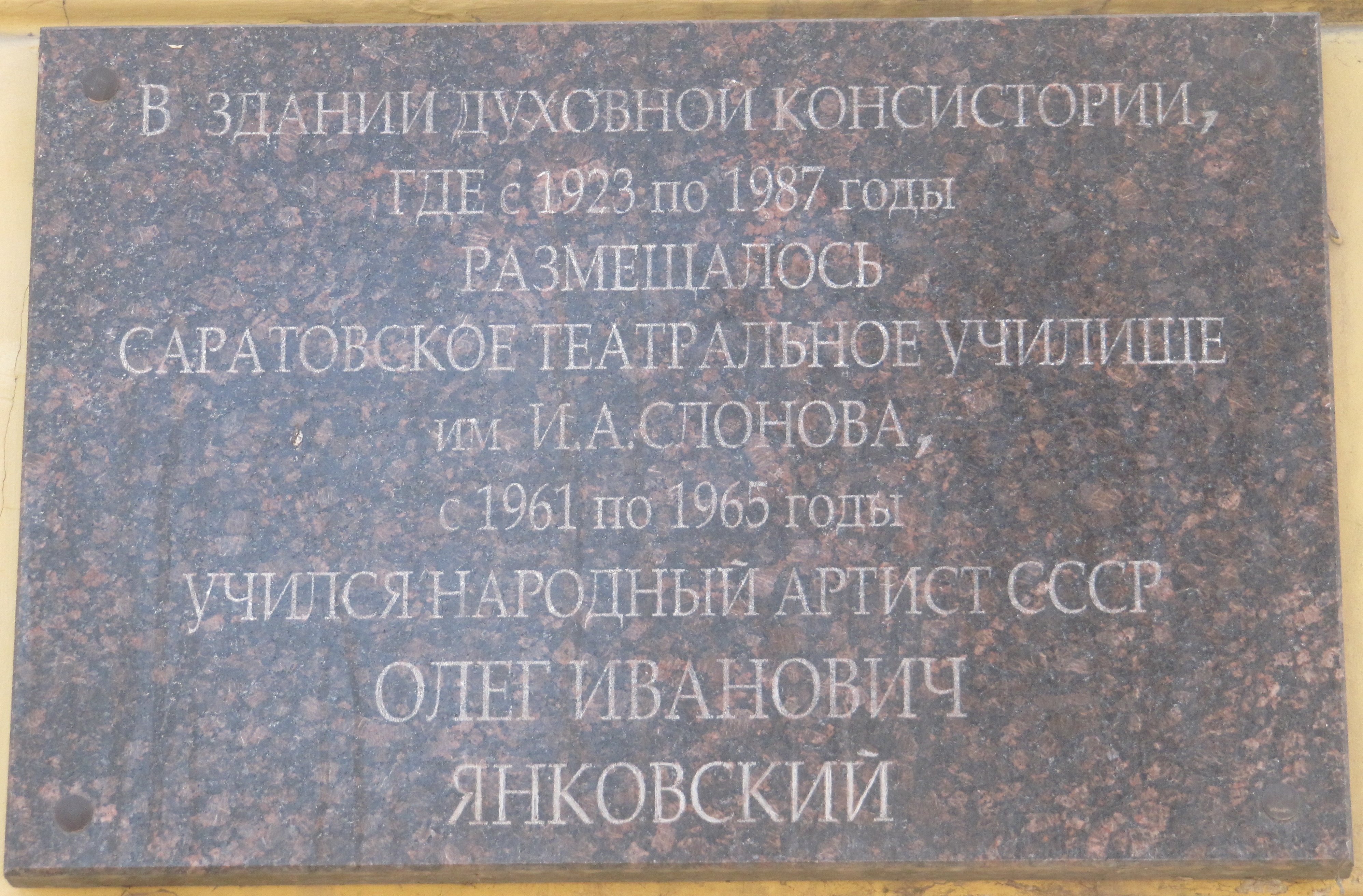
Театральное училище Саратов

История саратовской театральной школы начинается в 1920 году. Первоначально в Саратове появились «Высшие государственные мастерские театрального искусства» (ВГМТИ). Позднее, 23 мая 1923 года, название меняется на «Саратовский театральный техникум». Ещё позднее произошло переименование в «Саратовское театральное училище».
В 1933 году училищу было присвоено имя Ивана Артемьевича Слонова.
В 1941 году, с началом Великой Отечественной войны, училище прекратило своё существование.
Лишь в 1960 году училище было сформировано вновь. В 1965 году ему повторно было присвоено, по сути возвращено, имя Ивана Артемьевича Слонова.
В 1983 году на базе Саратовской государственной консерватории имени Л. В. Собинова был открыт театральный факультет, а училище присоединено к консерватории путём реорганизации.

Мемориальные доски на стене Театрального института

6 декабря 2007 года Саратовская консерватория получила статус академии.
1 сентября 2010 года театральный факультет реорганизован в '«Театральный институт Саратовской государственной консерватории имени Л. В. Собинова».

## Преподавательский состав
За годы существования театрального техникума, училища и театрального факультета здесь преподавали: И. А. Слонов, С. И. Бржеский, А. С. Быстряков, Н. А. Бондарев, Д. А. Лядов, Г. П. Банников, В. А. Ермакова, А. И. Дзекун, А. В. Кузнецов, К. П. Дубинин, Е. А. Росс, Ю. П. Киселёв, В. В. Сергиенко, Г. И. Шугуров, В. З. Федосеев, А. Г. Галко, Л. Г. Зотов, М. В. Ликомидова, В. Г. Кульченко, Н. П. Горюнова.
В настоящее время[какое?] на факультете преподают: Григорий Аредаков, Римма Белякова, Татьяна Кондатьева, Марина Жилова, Ирина Борисова, Алексей Зыков, Татьяна Родионова, Игорь Баголей, Виктор Мамонов, Любовь Баголей, Юрий Кудинов, Михаил Третьяков.

## Выдающиеся ученики
См. также: Выпускники Саратовской театральной школы

### Народные артисты СССР
- Андреев, Борис Фёдорович
- Ершова, Вера Александровна
- Янковский, Олег Иванович

### Народные артисты России
- Аредаков, Григорий Анисимович
- Василиади, Наталья Ивановна
- Горшенин, Борис Иванович
- Гришина, Людмила Николаевна
- Коршунова, Людмила Прокопьевна
- Максимова, Раиса Викторовна
- Миронов, Евгений Витальевич
- Сосновский, Сергей Валентинович
- Тишин, Аркадий Петрович
- Федотова, Валентина Александровна
- Кондратьева, Татьяна Петровна
- Лещенко, Андрей Фёдорович
- Шкрабак, Татьяна Сергеевна

В 1928 году окончил Саратовский театральный техникум Е. А. Агеев.

### Заслуженные артисты России
- Жданова, Наталья Евгеньевна
- Данилина, Эльвира Игоревна
- Мамонов, Виктор Иванович
- Муратова, Людмила Степановна
- Пускепалис, Сергей Витауто
- Рогульченко, Владимир Дмитриевич
- Тюнина, Галина Борисовна
- Кустарников, Владимир Петрович
- Матвеев, Максим Александрович
- Кузнецов, Антон Валерьевич
- Баголей, Игорь Михайлович
- Файзулин, Ринат Хамзаевич
- Финогенова, Марина Анатольевна
- Обревко, Елена Юрьевна
- Улыбина, Светлана Григорьевна

- Воробьёва, Валентина Васильевна[4]
- Дёмина, Ирина Ивановна
- Чубенко, Всеволод Васильевич
- Казаков, Сергей Владимирович
- Сташенко, Оксана Михайловна
- Масленников, Александр Александрович
- Конкин, Владимир Алексеевич
- Зайченко, Пётр Петрович
- Кленина, Светлана
- Матвеев, Михаил Николаевич
- Ковылина (Журавкина) Ольга Павловна

### Заслуженные артисты союзных республик СССР
- Конкин, Владимир Алексеевич — Заслуженный артист УССР (1974)

## Выпускники по годам
1990 г. Актер театра кукол ( курс Авдонина А.В)
Короткова Елена
Леонова Татьяна
Баранов Андрей
Харзардин Евгений
Белкин Андрей

### 1920
- Ильин, Борис Фёдорович, народный артист СССР

### 1923
- Колесников, Николай Николаевич, народный артист РСФСР

### 1928
- Горшенин, Борис Иванович, народный артист РСФСР, актёр Архангельского театра драмы

### 1936
- Ершова, Вера Александровна, народная артистка СССР.
- Лукьянов, Всеволод Константинович, народный артист РСФСР.

### 1937
- Андреев, Борис Фёдорович, народный артист СССР.

### 1946
- Максимова, Раиса Викторовна, народная артистка РСФСР

### 1963
- Краснов, Владимир Александрович, народный артист России, актёр МХТ им. Чехова

### 1964 (курсА. Г. Василевского)
- Аредаков, Григорий Анисимович, народный артист РСФСР, 1991
- Зорина, Людмила Александровна, засл. артистка России, 1999
- Таюшев, Станислав Владимирович, актёр, режиссёр.

### 1965 (курс Быстрякова А. С.)
- Янковский, Олег Иванович, народный артист СССР.
- Хаустов, Анатолий Тихонович (род. 27 февраля 1942 года) — актёр Русского драматического театра РБ. Народный артист РБ (1984). Член Союза театральных деятелей (1966).
- Антюхова, Нина Михайловна, актриса театра и кино.
- Сафонов, Владимир Иванович, артист театра и кино.

### 1966 (курс Давыдова В. И.)
- Алексеев, Юрий Иванович, актёр театра и кино, заслуженный артист России (1999)
- Копченко, Игорь Петрович, артист театра и кино.
- Насонов, Иван Алексеевич, артист театра и кино.
- Готовцева, Антонина Васильевна, актриса Челябинского театра драмы.

### 1968 (курсШляпниковой Н. Д.)
- Поплавский Е. С (Курск) — народный артист России[5]
- Качурина, Валентина Васильевна — актриса Челябинского академического театра драмы имени Наума Орлова, народная артистка России[6]
- Федотов, Борис Васильевич, актёр театра и кино, драматург и поэт.
- Асатиани Г. Г. (Барнаул) — заслуженный артист России[7]
- Лещенко, Андрей Фёдорович — народный артист России (2002), артист Оренбургского драматического театра.

### 1969 (курсКиселёва Ю. П.)
- Гвоздков, Вячеслав Алексеевич, актёр и театральный режиссёр[8].
- Джураева, Тамара Николаевна , актриса
- Клюкина (Кочнева), Любовь Николаевна, актриса
- Клюкин, Виктор Алексеевич, актёр

### 1970
- Василиади, Наталья Ивановна — народная артистка России.
- Куприн, Владимир Иванович — главный режиссёр театров кукол в Саратове, Перми, Самаре, Ярославле, Волгограде.
- Шкрабак, Татьяна Сергеевна — народная артистка России.
- Богатырёв, Василий Михайлович — артист Волгоградского ТЮЗа.

### 1971 (курсШляпниковой Н. Д.иСагьянц Ю. М.)
- Зайченко, Пётр Петрович, заслуженный артист России
- Долганова, Ирина Валерьевна, заслуженная артистка России (1997)
- Яканин, Владимир Александрович, актёр театра и кино, режиссёр
- Стороженко (Шишкина), Людмила Ивановна, артистка театра и кино.
- Коршунова, Людмила Прокопьевна, народная артистка России.
- Артемьева, Вера, артистка театра и кино.
- Бакулина Валентина, артистка театра и кино.

### 1972

#### КурсД. А. Лядова
- Конкин, Владимир Алексеевич, заслуженный артист Украинской ССР, заслуженный артист России (2010), актёр театра и кино.
- Федотова, Валентина Александровна, народная артистка РСФСР, актриса Саратовского академического театра драмы имени И. А. Слонова.
- Масленников, Александр Александрович (актёр), заслуженный артист России (1998), с 1972 по 2002 гг. — артист Волгоградского театра юного зрителя, с 1999 по 2009 гг. — заместитель председателя комитета по делам культуры администрации Волгограда, с 2010 по 2013 гг. — артист Волгоградконцерта, с 2013 г. — артист Волгоградского молодёжного театра.
- Самохвалов, Михаил Иванович, артист театра и кино
- Таныгин Владимир Андреевич, артист Вологодского ордена «Знак Почёта» Драматического театра.
- Сараев Николай Николаевич, артист театра и кино.
- Лещенко Людмила Николаевна, артистка театра и кино.

#### Отделение актёров Театра кукол, курсА. С. Чертова
- Воробьева, Валентина Васильевна, заслуженная артистка России
- Кондратьева, Татьяна Петровна, народная артистка Российской Федерации
- Рахимов Рамиль Галеевич(1958—2012), выпуск 1978 года). заслуженный артист России, актёр Оренбургского театра Кукол.
- Горбунов Владимир Михайлович (1954—2017). заслуженный артист Украины, актёр Харьковского государственного академического театра кукол им. В. А. Афанасьева

### 1973 (курс Шляпниковой Н. Д.)
- Стороженко Виктор Маркович, артист театра и кино
- Полетаев, Виталий Николаевич, артист театра и кино
- Бахмисова, Галина Сергеевна, артистка Пермского ТЮЗа
- Мусатов Владимир Андреевич, артист Брянского ТЮЗа
- Губарев, Александр Лукич (1949—2021) — актёр и режиссёр Севастопольского театра Черноморского флота.
- Косулин Владимир Александрович, актёр и режиссёр
- Кабанов Владимир Михайлович, артист театра и кино
- Гурьев, Олег Юрьевич, солист Воронежского театра оперы и балета
- Киреева, Маргарита Юрьевна, артистка театра и кино, диктор телевидения. режиссёр, педагог.

### 1974 (курсГ. П. БанниковаиР. И. Беляковой)
- Новохатский, Александр Иванович, актёр театра и кино
- Фомин, Николай Васильевич (актёр), актёр театра и кино
- Царьков, Виктор Борисович, актёр театра и кино
- Варенов Алексей Николаевич, актёр театра и кино

### 1975 (курсЮ. М. СагьянцаиР. И. Беляковой)
- Стариков, Виталий Алексеевич, народный артист России, актёр Белгородского театра драмы
- Торгашова, Евгения Владимировна, заслуженная артистка России, актриса Саратовского академического театра драмы им. И. А. Слонова
- Мазур, Григорий Александрович, актёр Пензенского драматического театра.

### 1976 (курс Д. А. Лядова и В. А. Ермаковой)
- Гриневич, Андрей Владимирович, актёр, режиссёр.
- Матвеев, Михаил Николаевич, актёр.
- Цинман, Григорий Семёнович, актёр, режиссёр, народный артист РФ (2004).
- Махов, Виталий Николаевич, артист театра и кино.

### 1977 (курсШляпниковой Н. Д.иВ. З. Федосеева)
- Сосновский, Сергей Валентинович, народный артист России, актёр МХТ им. Чехова
- Фёдоров, Александр Дмитриевич, заслуженный артист России, актёр Саратовского ТЮЗа
- Григорьева Людмила Владимировна, заслуженная артистка РФ, актриса Астраханского драматического театра
- Григорьев Евгений Павлович, заслуженный артист РФ, актёр Астраханского драматического театра
- Дёмин Владимир Александрович, заслуженный артист РФ, актёр Астраханского драматического театра
- Никитина, Татьяна Владимировна, народная артистка РФ, Костромской драматический театр
- Грибанов Владимир Иванович, артист театра и кино, Кировский ТЮЗ
- Сосновская (Новикова), Любовь, артистка театра (Саратовский ТЮЗ)

### 1978 (курсЮ. П. Киселёва, педагоги:Е. А. Росс,Ю. П. Ошеров)
- Блохина, Елена Викторовна, Заслуженная артистка РФ, актриса Саратовского театра драмы
- Верховых, Иван Иванович, актёр, режиссёр
- Пантелеева, Нина Фёдоровна, Заслуженная артистка РФ, актриса Саратовского ТЮЗа им. Ю. П. Киселёва, педагог
- Чупикова Татьяна Павловна, актриса Саратовского ТЮЗа им. Ю. П. Киселёва, искусствовед, педагог
- Полозова, Марина Ивановна, актриса Саратовского ТЮЗа им. Ю. П. Киселёва
- Толкачёва Галина, актриса,
- Котова Тамара Владимировна, актриса, диктор телевидения и радио, преподаватель г. Ижевск УР;
- Новиков Игорь, актёр,
- Зубчук Сергей, актёр, продюсер, радиоведущий, г. Барнаул
- Катаева Ольга, актриса театра и кино, Израиль
- Ожога Владимир, актёр, (ум.2006)
- Федотенков Борис, актёр
- Землянов Анатолий, актёр
- Рахимов Рамиль, актёр
- Рожков Игорь, актёр
- Рябов Владимир, актёр,
- Кирсанова Елена, актриса,
- Кушпело Юрий, актёр театра и кино, продюсер, радио-телеведущий, Рига, Латвия
- Конотопова Вера, актриса
- Филиппов Сергей, актёр, (ум. 19.)
- Барчук (Абызова) Надежда, актриса

### 1979 (курсГ. П. Банникова,Р. И. Беляковой)
- Жиганов, Виктор Владимирович, актёр
- Новиков, Валерий Анатольевич, актёр
- Руденко-Травин, Олег Борисович, актёр
- Курицын, Александр Николаевич, актёр

### 1980 (курс Лядова Д. А., затем, после его смерти, курсА. Г. Галко)
- Кленина, Светлана Анатольевна (Бачурина), заслуженная артистка России, актриса Волгоградского театра юного зрителя.
- Баулин, Валерий Николаевич, заслуженный артист Карелии, актёр Государственного молодёжного театра «Творческая мастерская», город Петрозаводск.
- Донская, Татьяна Станиславовна (Ряснянская Т. С.), актриса московского театра «Современник», театра-студии «Время», автор, режиссёр и ведущая программ на телеканале «Столица»
- Коротаев, Евгений Николаевич, заслуженный артист Республики Марий Эл, лауреат Государственной премии имени Олыка Ипая
- Гаврилов, Георгий Юрьевич, актёр, сценарист, оператор, продюсер, кинорежиссёр
- Шрадер, Юрий Иванович (Лошадкин, Юрий Иванович), артист театра и кино, художник, художник-постановщик кино
- Алтухова, Ольга Васильевна, актриса Саратовского академического театра драмы имени И. А. Слонова
- Плугатырёв, Сергей Степанович, артист Волгоградского театра юного зрителя, режиссёр, автор, консультант Комитета по культуре Администрации Волгоградской области (ум. 2013)
- Боброва, Марина Николаевна (Тупица М. Н.), актриса Вологодского драматического театра
- Толстов, Сергей Ибрагимович, артист Санкт-Петербургского государственного театра «Бродячая собачка»
- Стекольщикова, Виолетта Викторовна (Селянина В. В), актриса театра и кино
- Смирнов, Валерий Викторович, артист Курского государственного театра кукол

### 1981 (курсШляпниковой Н. Д.иВ. З. Федосеева)
- Иванов Павел Владимирович — актёр, режиссёр, сценарист.
- Смирнов Олег, актёр.
- Лесничая Наталья, актриса.

### 1982 (курсА. И. ДзекунаиВ. А. Ермаковой)
- Емельянов Валерий Николаевич — актёр театра и кино.
- Бутенко-Райкина, Елена Ивановна — заслуженная артистка РФ.
- Фёдоров Владимир Николаевич — актёр театра и кино.

### 1983 (курсГ. П. Банникова,Р. И. Беляковой)
- Кузнецова, Ирина Павловна, актриса Братского драматического театра, заслуженная артистка России (2010)[9][10]
- Полянская, Елена Николаевна, актриса Орловского театра имени И. С. Тургенева[11]
- Никитин, Павел Владимирович, актёр.
- Галина Васильева (Влежу), актриса театра и кино.
- Елена Задеряка, актриса театра и кино.

### 1984 (курс А. Г. Галко)
- Аксиненко, Сергей Геннадьевич, актёр Орловского театра имени И. С. Тургенева[12].
- Журавлёв, Пётр Васильевич, актёр театра и кино, заслуженный артист России (2008).
- Виноградов, Евгений Викторович, актёр театра и кино.
- Сычёв, Андрей Анатольевич, актёр театра и кино, режиссёр телевидения (Москва).

### 1985 (курс Киселёва Ю. П.)
- Яцко, Игорь Владимирович, актёр театра и кино, заслуженный артист России (2001)
- Пускепалис, Сергей Витауто — актёр и режиссёр театра и кино, заслуженный артист России (1999)
- Лукина, Татьяна Анатольевна, актриса Саратовского ТЮЗа, заслуженная артистка России (2004)
- Кутина (Фёдорова), Ольга Валентиновна, актриса Саратовского ТЮЗа, заслуженная артистка России (1999)

### 1986 (курсВ. А. Ермаковой)
- Миронов, Евгений Витальевич, народный артист России, лауреат Государственной премии РФ, художественный руководитель Государственного театра наций.
- Тюнина, Галина Борисовна, заслуженная артистка России, актриса театра «Мастерская Петра Фоменко».
- Калисанов, Владимир Виленович, заслуженный артист России, актёр МХТ им. Чехова.
- Потапова, Людмила Борисовна, актриса театра и кино.
- Кустарников, Владимир Петрович, заслуженный артист России, актёр Ульяновского драматического театра
- Есилевская, Инна Яковлевна, актриса театра.
- Долгова, Евгения Владимировна, актриса театра им. Ф. Волкова.
- Морозов, Юрий Владимирович, актёр театра.
- Фокина (Петрова), Елена Владимировна, актриса Московского областного театра им. Островского.

### 1986 (курсГ. П. Банникова)
- Сташенко, Оксана Михайловна, заслуженная артистка России, лауреат медали «Народное достояние»

### 1987 (курсГ. А. Аредакова)
- Данилина, Эльвира Игоревна, заслуженная артистка России, актриса Саратовского театра драмы
- Назаров, Владимир Павлович, заслуженный артист России, актёр Саратовского театра драмы
- Басова, Светлана Владимировна, заслуженная артистка России, актриса Ивановского драматического театра
- Казаков, Сергей Владимирович, Заслуженный артист России, художественный руководитель Пензенского драматического театра
- Жданова, Наталья Евгеньевна, артистка Новомосковского драматического театра имени В. М. Качалина.
- Кочкарёва (Ким), Лилия Владимировна, артистка театра и кино.

### 1988 (курсВ. З. Федосеева)
- Кудинов, Юрий Николаевич, актёр Саратовского театра драмы
- Кузнецов, Антон Валерьевич, режиссёр (с 1998 по 2002 г. — художественный руководитель Саратовского театра драмы, с 2002 по 2005 г. — главный режиссёр) — Франция, заслуженный артист России
- Файфман, Александр Анатольевич, генеральный продюсер первого канала
- Ганин, Сергей Юрьевич, актёр театра «Школа драматического искусства»

### 1989 (курсА. Г. Галко)
- Сергей Викторович Барышев, актёр театра и кино
- Карабанов, Алексей Николаевич, артист Саратовского ТЮЗа
- Корнева, Марина Олеговна, актриса, режиссёр-постановщик Ульяновского театра юного зрителя «Nebolshoy Театр»

### 1990 (курсВ. А. Ермаковой)
- Баголей, Игорь Михайлович, актёр Саратовского театра драмы, заслуженный артист России
- Малинин, Валерий Сергеевич, актёр МХТ им. Чехова
- Баголей, Любовь Николаевна, актриса Саратовского театра драмы
- Степанов, Андрей Геннадьевич, актёр Саратовского театра русской комедии
- Мачахин, Олег, артист театра и кино
- Бейдин, Владимир, артист театра и кино.

### 1991 (курсР. И. Беляковой)
- Мамонов, Виктор Иванович, актёр Саратовского театра драмы, заслуженный артист России.
- Климов, Игорь Русланович, актёр театра и кино.
- Кузьмин, Александр Анатольевич, актёр Московского театра Олега Табакова.
- Зыков, Алексей Иванович, хореограф, актёр, театральный педагог.
- Кравец, Юрий Анатольевич, зам. директора МХТ им. А. П. Чехова.
- Савочкин, Игорь Юрьевич, актёр театра и кино.
- Климова Лилия Николаевна, актриса театра и кино.

### 1992 (курсВ. З. Федосеева)
- Ковылина, Ольга Павловна, актриса театра Я сам Артист, заслуженная артистка России[13]
- Мирошникова, Татьяна, телевизионный диктор «ТВ-Центр»
- Солодко, Михаил Юрьевич, актёр театра и кино

### 1993 (курс Ю. Ошерова, Г. Цинмана)
- Мартюшева, Светлана Юрьевна, актриса Орловского театра имени И. С. Тургенева[14]

- Стёпин, Сергей Васильевич — российский артист театра и кино.

### 1994 (курсВ. А. Ермаковой)
- Ланчихин, Дмитрий Валерьевич, кинорежиссёр, сценарист, оператор, актёр.
- Вартаньян, Анна Михайловна, актриса театра В. Ф. Комиссаржевской, режиссёр
- Клишин, Олег Юрьевич, актёр Саратовского театра драмы
- Анастасия Светлова
- Бурлаков, Дмитрий Александрович, актёр театра и кино, телеведущий
- Котелов, Михаил
- Землянский, Геннадий
- Смирнов, Владимир
- Гуськова, Ольга
- Чернов, Олег Николаевич
- Зубарчук, Егор Юрьевич, актёр кино, художник-постановщик кино и анимации, мультипликатор, художник иллюстратор.
- Баткаев, Валерий Билялович, режиссёр-постановщик, актёр.
- Коваленко Алексей Владимирович, актёр, телеведущий.

### 1995 (курсР. И. Беляковой)
- Вихарева, Ольга Викторовна, актриса театра и кино
- Кисаров, Владимир Владимирович, актёр театра и кино
- Борисов, Александр Геннадьевич, актёр театра и кино
- Шибаров, Владимир Анатольевич, актёр, режиссёр-постановщик Саратовского театра русской комедии
- Финогенова, Марина Анатольевна, актриса театра и кино Брянского областного театра драмы имени А. К. Толстого

### 1996 (курсВ. З. Федосеева)
- Балташёва, Людмила Игоревна, актриса Саратовского театра русской комедии
- Фишер, Виктория Валериевна, актриса театра и кино.
- Москвина, Светлана Евгеньевна, актриса Саратовского театра драмы.

### 1997 (курсА. Г. Галко)
- Данькова, Анна Васильевна, актриса театра и кино
- Доронин, Александр Владимирович, актёр и режиссёр
- Милованов, Константин Анатольевич, актёр театра и кино
- Милованова, Ольга Михайловна, актриса Саратовского театра драмы
- Морозов, Олег Анатольевич, актёр театра и кино[15]
- Родионова, Татьяна Игоревна, актриса Саратовского театра драмы
- Чуйкина, Светлана Павловна, актриса театра и кино
- Яковлева, Наталья Васильевна, актриса Саратовского театра драмы
- Грызунов, Алексей Павлович, актёр театра и кино

### 1998 (курсВ. З. Федосеев)
- Крещиков, Михаил Витальевич, артист Саратовского театра оперетты,
- Савинова, (Богатова) Татьяна Викторовна, актриса Саратовского театра оперетты
- Жданова (Крамскова)Татьяна, актриса Волгоградского музыкального театра
- Маликова (Колпакова)Лариса, актриса театра г. Казенца в Италии))

### 1998 (курсВ. А. Ермаковой)
- Малюгин, Владимир Петрович, актёр, доцент РАТИ-ГИТИС
- Лазарева, Юлия Владимировна, актриса Саратовского театра русской комедии

### 1999 (курсР. И. Беляковой)
- Бояренок, Наталья, актриса Московского театра п/р Армена Джигарханяна
- Гарланова, Татьяна Олеговна, актриса Белгородского театра драмы
- Загумённов, Олег Николаевич, актёр, режиссёр и театральный педагог
- Каменщиков, Олег Анатольевич, актёр Центра драматургии и режиссуры п/р А. Казанцева и М. Рощина
- Кузнецова Ольга Вячеславовна, актриса Саратовского театра русской комедии

### 2000 (курсТ. П. Кондратьевой,Г. И. Шугурова)
- Ермакова, Ирина Валерьевна, актриса Саратовского театра русской комедии

### 2000 (курсЮ. П. КиселёваиЮ. П. Ошерова)
- Тихонов, Дмитрий Юрьевич — российский артист театра, кино и телевидения
- Хрипунов, Игорь Александрович — российский артист театра и кино, актёр МХТ им. А. П. Чехова

### 2001 (курсА. Г. Галко)
- Кузин, Артём Евгеньевич, актёр Саратовского ТЮЗа
- Куличков, Алексей Николаевич, актёр и телеведущий
- Куликова, Ольга Алексеевна, актриса Театра Сатиры на Васильевском
- Евдокимова, Ольга
- Куличков, Дмитрий Сергеевич, актёр МХТ им. Чехова
- Гусев, Евгений
- Шабаева, Полина

### 2002 (курсВ. А. Ермаковой)
- Игнашев, Сергей Николаевич, актёр Саратовского театра русской комедии
- Матвеев, Максим Александрович, актёр МХТ им. Чехова
- Петрушин Константин Игоревич, актёр, ведущий консультант отдела профессионального искусства министерства культуры Краснодарского края
- Постнов Игорь Николаевич, актёр Калужского областного драматического театра

### 2002 (курсВ. З. Федосеева)
- Юдин, Михаил Юрьевич, актёр Саратовского театра русской комедии
- Елена Пазовская, актриса театра и кино

### 2003 (курсР. И. Беляковой)
- Васильева, Вероника Викторовна, актриса Белгородского театра драмы
- Батырев, Антон Николаевич, актёр театра и кино.

### 2004 (курсА. В. Кузнецов)
- Каспаров, Александр Александрович, актёр Саратовского театра драмы
- Магнусов, Герман Владимирович
- Пыхонина, Татьяна Валерьевна, актриса Театра музыки и поэзии п/р Елены Камбуровой
- Жилова, Елена Анатольевна
- Малькова, Арина Константиновна
- Бельков, Родион Владимирович
- Чебатуркина, Ксения Евгеньевна
- Кудрявцев, Никита Юрьевич
- Ермакова, Вера Валерьевна

### 2005 (курсА. Г. Галко)
- Михайленко, Антон Валерьевич, актёр.
- Комашко, Алексей Александрович, актёр Московского театра Олега Табакова.
- Волобуев, Артём Сергеевич, актёр МХТ им. А. П. Чехова

### 2005 (курсТ. П. Кондратьевой)
- Усов, Алексей Олегович актёр Саратовского театра кукол «Теремок»
- Подмогильный, Иван Александрович актёр Саратовского театра кукол «Теремок»
- Ковдя, Дмитрий Германович актёр Саратовского театра кукол «Теремок»
- Усова, Светлана Михайловна актриса Саратовского театра кукол «Теремок»
- Суматохина, Наталья Сергеевна актриса Саратовского театра кукол «Теремок»
- Степанова, Ирина Владимировна
- Федотова, Наталья Петровна
- Левченко, Владимир Васильевич
- Тураев, Максим
- Уриевский, Василий Викторович

### 2006 (курсГ. А. Аредакова)
- Головина, Татьяна Олеговна, актриса Саратовского театра русской комедии
- Алексеев, Григорий Борисович, актёр Саратовского государственного академического театра драмы имени И. А. Слонова
- Игорь Игнатов, актёр театра и кино

### 2007 (курсРиммы Беляковой)
- Фомин, Андрей Александрович, актёр Московского театра Олега Табакова
- Кузьмина (Юдина), Зоя Борисовна, актриса Московского театра Олега Табакова
- Самойлова, Елена Владимировна
- Костеневская, Екатерина Александровна, актриса театра «Шалом»
- Галахов, Сергей Юрьевич, актёр Московского театра им. Гоголя
- Фомина, Елена Владимировна, актриса Тверского ТЮЗа
- Павлов, Константин Игоревич
- Климова, Марина Геннадьевна, актриса Саратовского ТЮЗа
- Покореева, Людмила Геннадьевна
- Козлова, Дарья Андреевна
- Прилль, Иван Александрович
- Шиндина, Мария Александровна, актриса Саратовского ТЮЗа
- Бебин, Антон Андреевич
- Боробов, Илья Александрович, актёр Саратовского театра русской комедии
- Клюкина, Юлия Юрьевна, актриса Самарского театра «СамАрт»
- Касимов, Артур Сергеевич
- Нагула, Татьяна Викторовна
- Протасова, Ирина Владимировна, актриса Саратовского ТЮЗа
- Ридель, Юлий Петрович, актёр Саратовского ТЮЗа

### 2008 (курсИ. М. БаголеяиЛ. Н. Воробьёвой)
- Ксенофонтова, Анастасия Владиславовна
- Василенко, Юлия Васильевна, актриса Саратовского ТЮЗа
- Соседова, Анна Вячеславовна, актриса Саратовского ТЮЗа
- Лычкина, Марина Николаевна
- Петрова, Елена Олеговна
- Захарин, Сергей Александрович, актёр театра Виктюка
- Глонти, Теймураз Вячеславович
- Дементьев, Иван Викторович
- Логинов, Антон Александрович, актёр Саратовского ТЮЗа
- Василенко, Юлия Викторовна, актриса Саратовского ТЮЗа
- Сафонов, Евгений Александрович
- Петрова, Елена Олеговна
- Титов, Антон Анатольевич, актёр Саратовского театра кукол «Теремок»
- Сторчак, Тарас Витальевич, актёр Саратовского театра кукол «Теремок»
- Скрипкина, Ирина Павловна

### 2009 (курсА. Г. Галко)
- Елена Золотавина, актриса Ростовского театра драмы
- Симакова, Софья Алексеевна, актриса Саратовского театра драмы
- Чепурченко, Вячеслав Юрьевич, актёр Московского театра Олега Табакова
- Шуб, Александра, телеведущая
- Сосновская, Дарья Сергеевна, актриса Саратовского ТЮЗа

### 2009 (курсВ. З. Федосеев)
- Кузнецова, Елена Юрьевна, актриса Театра оперетты Урала, солистка арт-проекта «Бомонд» г. Екатеринбург, Лауреат международных конкурсов, приглашенная солистка музыкальных театров, член жюри международных конкурсов
- Мария Шевченко, солистка московской государственной симфонической капеллы под рук. В. К. Полянского
- Садков, Владимир, актёр Санкт-Петербургского театра музыкальной комедии
- Кузнецов, Антон Юрьевич, актёр Саратовского областного театра оперетты

### 2009 (курсТ. П. Кондратьевой)
- Сорвачёва, Оксана Анатольевна актриса Саратовского театра кукол «Теремок»
- Сопко, Роман Васильевич актёр Саратовского театра кукол «Теремок»
- Черепанов, Антон Игоревич актёр Саратовского театра кукол «Теремок»
- Мигов, Николай актёр Саратовского театра кукол «Теремок»
- Максимова, Мария Валерьевна актриса Саратовского театра кукол «Теремок»
- Никитина, Валерия Александровна
- Бектяскина, Оксана Викторовна
- Агеева, Ольга Дмитриевна
- Вершинина, Василиса Александровна
- Картавцев, Артём Вениаминович

### 2010 (курсГ. А. Аредакова)
- Локтионов, Максим Викторович актёр Саратовского театра драмы
- Сочков, Данила актёр Новгородского академического театра драмы им. Ф. М. Достоевского
- Могуева, Анна актриса МХАТ им. М. Горького
- Николаев, Максим актёр МХАТ им. М. Горького
- Петров, Никита актёр Новгородского академического театра драмы им. Ф. М. Достоевского
- Джумахметов, Руслан Булатович актёр Уральского областного театра драмы им. А. Н. Островского

### 2011 (курсР. И. Беляковой)
- Айткулов, Эдуард актёр Московского Губернского театра
- Арзямова, Анна актриса Пензенского театра им. Луначарского
- Баранов, Роман Эдуардович
- Гальцева, Анна Евгеньевна актриса Пензенского театра им. Луначарского
- Землянский, Юрий Юрьевич актёр Пензенского театра им. Луначарского
- Карпова, Марина
- Кочетков, Илья актёр Пензенского театра им. Луначарского
- Курбанов, Тимур
- Лазебных, Анастасия Юрьевна
- Николаев, Александр
- Павлова, Елена Сергеевна актриса Пензенского театра им. Луначарского
- Поликарпова, Екатерина
- Самохин, Артём актёр Пензенского театра им. Луначарского
- Сластных, Людмила Александровна
- Ступин, Вячеслав
- Тэхэда-Кардэнас, Павел Антониович
- Ушкина (Пустовалова), Елена актриса Пензенского театра им. Луначарского
- Шаповалов, Николай Сергеевич актёр Пензенского театра им. Луначарского
- Ханкишиев, Руслан Раджи-Оглы актёр — Московский драматический театр имени Рубена Симонова

### 2013 (курсТ. П. Кондратьевой, В. И. Мамонова)
- Илларионов, Богдан Олегович, актёр Саратовского театра русской комедии